# My Daughter's Secret
My Daughter's Secret is een Canadese televisiefilm uit 2007.
De film gaat over een tienermeisje dat ongewild betrokken raakt bij een overval.
My Daughter's Secret werd opgenomen in de Canadese hoofdstad Ottawa.

## Verhaal
Op een avond wordt de zeventienjarige Justine op school opgehaald door haar geheime vriendje Brent en diens broer Reggie.
Ze denkt dat ze uitgaan, maar als Reggie voor de juwelierszaak waar Justines moeder werkt parkeert en een wapen bovenhaalt is de bedoeling snel duidelijk.
Reggie eist dat Justine op uitkijk blijft terwijl hij en Brent de zaak overvallen.
Die overval loopt op een drama uit als Reggie een collega en goede vriend van Justines moeder neerschiet.
Justines moeder zelf is onverwacht ook aanwezig, maar zij blijft ongezien en kan de politie waarschuwen.
Uiteindelijk halen Reggie en Brent wel de buit binnen en ze rijden terug weg, maar niet voor een getuige Justine alleen in de vluchtauto zag.
Na de overval blijkt dat Justine Reggie via Brent onvermoedend van alle nodige informatie over het alarmsysteem en de werktijden voorzag.
Hij forceerde Brent om Justine erbij te betrekken zodat die als mededader niet naar de politie zou kunnen stappen als ze iets doorkreeg.
Via de vluchtwagen komt de politie hen echter zelf op het spoor.
Intussen wordt Justine verscheurd door wroeging, zeker nadat de man die werd neergeschoten overlijdt.
Als Justines moeder een door de politie in de vluchtauto gevonden knop vindt ontdekt ze dat haar dochter betrokken was.
Ze kan haar overtuigen een advocaat te nemen en zelf naar de politie te stappen.
Intussen heeft ook Brent wroeging en hij besluit alles — inclusief Justine — achter te laten en elders een nieuw leven te beginnen.
Hij wil Justine echter een laatste keer zien en ze spreken af.
Reggie ontdekt echter zijn plan en zowel hij als Justines moeder volgen naar de plaats van afspraak.
Als Reggie hoort wat Justine van plan is trekt hij een wapen.
Als Justines moeder voor haar dochter springt schiet hij haar neer.
Vervolgens springt Brent op Reggie en in het handgemeen dat daarop volgt wordt Reggie doodgeschoten.
Uiteindelijk wordt Justine niet vervolgd omdat ze misleid werd en riskeert Brent twintig jaar cel voor mededaderschap aan doodslag.

## Rolbezetting
| Acteur                 | Personage | Opmerkingen       |
| ---------------------- | --------- | ----------------- |
| Nina Dobrev            | Justine   | Dochter           |
| Jennifer Grant         | Denise    | Moeder            |
| Catherine Mary Stewart | Marrin    | Rechercheur       |
| Steve Byers            | Brent     | Justines vriendje |
| James Gilbert          | Reggie    | Brents broer      |
| Meaghan Rath           | Courtney  | Justines vriendin |